# Livishi
Livishi ist ein Verwaltungsbezirk (Ward) des Distrikts Siha in der tansanischen Region Kilimandscharo.

## Geografie
Livishi liegt im Nordosten von Tansania etwa 35 Kilometer Luftlinie nordwestlich der Regionshauptstadt Moshi am südwestlichen Abhang des Shira. Von rund 1400 Meter Seehöhe im Südwesten steigt der Bezirk nach Nordosten auf 3400 Meter nahe dem Kraterrand an.  Der Bezirk grenzt im Nordwesten an Gararagua, im Nordosten an Masama Mashariki im Distrikt Hai, im Osten an Naeny, im Süden an Kirua und Nasai und im Südwesten an Sanya Juu. Bei der Volkszählung 2022 lebten 5198 Menschen in 1475 Haushalten auf einer Fläche von 58,7 Quadratkilometern.

## Gliederung
Der Bezirk besteht aus fünf Gemeinden (Mtaa) mit 15 Orten (Kitongoji):
| Mowonjamu - Kyabo Chini - Kyabo Juu - Osangariny - Njamu - Nkyare | Samaki Maini - Kishafo Mfulony - Kishofu Laktore | Ngaroni - Ngarony Maini - Ngarony Samaki - Kiwanjani Ngarony | Mese - Mese - Kirishi - Samana | Nsherehehe - Hehe/Laktore - Nsherekyoongwa |

## Wirtschaft und Infrastruktur
- Bildung: Die staatliche Dahani Secondary School ist die einzige weiterführende Schule des Bezirks.[8] Sie bildet rund 100 Mädchen und Burschen bis zur 4. Stufe aus.[9]